# Constant de Lebesgue
En anàlisi numèrica, més concretament en interpolació polinòmica, s'anomena la constant de Lebesgue a un nombre que permet veure si una distribució de nodes és numèricament estable o no. És a dir, actua com a nombre de condició d'aquesta distribució.

## Introducció
En anàlisi numèrica, moltes vegades és necessari dur a terme la interpolació de funcions mitjançant polinomis. Un tema important a tractar és el de si augmentant el nombre de nodes, aconseguirem que el polinomi interpolador convergeixi cap a la funció real. És per resoldre aquesta qüestió que és necessària la constant de Lebesgue.
Cal recordar, a més a més, la definició de polinomis de Lagrange. Sigui {\displaystyle \{x_{j}\}_{0\leq j\leq n}} un conjunt de n+1 nodes, definim el cardinal j-èsim de grau n de Lagrange com:

{\displaystyle \ell _{j,n}(x)=\prod _{i\neq j}^{n}{\frac {x-x_{i}}{x_{j}-x_{i}}}}

Per acabar, cal dir que en aquest article utilitzarem la següent notació:

{\displaystyle \|f(x)\|=\max _{-1\leq x\leq 1}|f(x)|}

Aquesta és la norma que ens permetrà treballar i a partir de la qual podrem conèixer la precisió amb la que hem interpolat una funció.

## Definició
Primer de tot cal una definició:
| Sigui {\displaystyle X} la matriu d'una distribució de nodes, s'anomena funció de Lebesgue a: {\displaystyle \lambda _{n}(X,x)=\sum _{j=0}^{n}\|\ell _{j,n}(X,x)\|} |

On {\displaystyle \ell _{j}(x)} és el cardinal j-èsim de Lagrange associat a la distribució de nodes.
Definim, doncs, la constant de Lebesgue de la següent manera:
| Sigui {\displaystyle \,X} la matriu d'una distribució de nodes, i sigui {\displaystyle \lambda _{n}(X,x)} la seva funció de Lebesgue, definim la constant de Lebesgue com: {\displaystyle \Lambda _{n}(X)=\\|\lambda _{n}(X,x)\\|=\max _{-1\leq x\leq 1}\lambda _{n}(X,x)} |

## Utilitat
Suposem que {\displaystyle \,\Pi _{n}f(x)} és el polinomi interpolador de la funció en l'interval {\displaystyle [-1,1]\,}, i que {\displaystyle \Pi _{n}{\tilde {f}}(x)\,} és el polinomi interpolador que passa pels mateixos nodes.

## Distribucions regulars de nodes
Podem conèixer les constants de Lebesgue per algunes distribucions molt concretes dels nodes d'interpolació. Per exemple, la constant per una distribució equiespaiada dels nodes és:

{\displaystyle \Lambda _{n}^{\mathrm {EQUI} }\simeq {\frac {2^{n+1}}{en\log n}}}

Hi ha altres distribucions de nodes que són més estables, com per exemple els nodes de Txebixev. La seva constant de Lebesgue és:

{\displaystyle {\frac {2}{\pi }}\log(n+1)+0.9625...\leq \Lambda _{n}^{\mathrm {TXEB} }\leq {\frac {2}{\pi }}\log(n+1)+1}